# Dourcha
 (septembre 2024).
Dourcha est un village de la municipalité de Dryanovo, dans l'oblast de Gabrovo, dans le centre-nord de la Bulgarie.